# Vinh Huu
Le Duy Thin of ook wel Le Duy Chan regeerde in de Le dynastie van mei 1735 tot juni 1740 (de regeerperiode hoeft niet overeen te komen met de periode waarin de regeernaam gold). Zijn regeertitel was Vinh Huu. Zijn naam na overlijden was Huy Hoang De (dang ton hieu) en als tempelnaam had hij Y Tong.